# Orthodera ministralis
Orthodera ministralis es una especie de mantis de la familia Mantidae.

## Distribución geográfica
Se encuentra en Australia y Tasmania.